# Stephen Hammond
Stephen William Hammond (ur. 4 lutego 1962 w Southampton) – brytyjski polityk, poseł do Izby Gmin z okręgu Wimbledon (2005–2024), członek Partii Konserwatywnej.
Urodził się w nadmorskim mieście Southampton, gdzie uczęszczał do King Edward VI School. Ukończył ekonomię na Uniwersytet Londyńskim, po czym rozpoczął karierę w instytucjach finansowych i bankach.
Kandydował w wyborach parlamentarnych w 2001, jednak nie udało mu się zdobyć mandatu. Uzyskał mandat w kolejnych wyborach z 2005, po czym został mianowany przez lidera Partii Konserwatywnej Davida Camerona na ministra gabinetu cieni ds. transportu. Powtarzał ten sukces w wyborach w 2010, 2015, 2017 i 2019.
W latach 2018–2019 zajmował stanowisko ministra stanu (wiceministra) w Ministerstwie Zdrowia i Opieki Społecznej.
Nie kandydował w wyborach parlamentarnych w 2024